# Lacres Churchyard
Lacres Churchyard is een begraafplaats gelegen in de Franse plaats Lacres (Pas-de-Calais). De militaire graven worden onderhouden door de Commonwealth War Graves Commission.
De begraafplaats telt 3 geïdentificeerde Gemenebest graven uit de Eerste Wereldoorlog.